# تسفي برينر
تسفي برينر هو عسكري بولندي، (ولد في بولندا 1915 – 1999 م).
1. ↑  المُعرِّف متعدِد الأوجه لمصطلح الموضوع، QID:Q3294867